# جراء الحظيرة
جراء الحظيرة مسلسل رسوم متحركة أمريكية من إنتاج عام 1986 وشركة حنا وباربيرا للإنتاج والمسلسل يتحدث عن مغامرات مجموعة من الجراء التي تعيش في الحظيرة .

## روابط خارجية
- جراء الحظيرة على موقع IMDb (الإنجليزية)
- جراء الحظيرة على موقع ميتاكريتيك (الإنجليزية)
- جراء الحظيرة على موقع روتن توميتوز (الإنجليزية)
- جراء الحظيرة على موقع فيلمافينيتي (الإسبانية)
- جراء الحظيرة على موقع كينوبويسك (الروسية)
- جراء الحظيرة على موقع قاعدة بيانات الفيلم (الإنجليزية)